# 齊藤秀雄
齊藤 秀雄（さいとう ひでお、1974年 - ）は、日本のアートディレクター、グラフィックデザイナー。
メディアグラフィックス研究所を設立し、同社の代表取締役。ニューヨーク・アートディレクターズクラブ（N.Y. ADC） 会員。
大阪府大阪市出身。

## 略歴
大阪府大阪市に生まれる。
1996年からいち早くインターネット関連の仕事を始め、アシックスのホームページの表紙および世界統一のインターフェイスデザイン制作、世界陸上や冬季五輪などのプロモーションページ制作から、「海遊館」「海の時空館」ホームページの新規立ち上げからデザイン制作も手掛ける。オニツカタイガーのプロモーション・ポスターや雑誌広告のデザイン、大丸百貨店の大丸ジュエリーサロンのロゴマークデザイン、週刊CHINTAIの20周年記念ロゴマークデザインなど数多くのデザインを制作する。
テレビ番組「ガールズゴルフクラブ」番組タイトル・ロゴマーク及びポスターのデザインを制作。カメラマンとして番組出演の神戸蘭子（JJモデル）、葛岡碧（AneCanモデル）、米澤有（新人プロゴルファー）、小橋絵理子（新人プロゴルファー）のスチール写真撮影も担当する。他に中村敦夫のインタビュー写真撮影を行う。
アートディレクターとしてHiDockブランドを主宰する。ブリゾー（BRIZO）というオリジナル・キャラクターを生み出し「ブリゾーの社会見学」が人気を博す。グラフィックデザインを中心にウェブデザイン、イラストレーション、キャラクターデザインと幅広く創作活動をする。
「ブサイク★チェンジ」略して「ブサ★チェン」のディレクター及びカメラマンとして「ブサイク★チェンジ・ナイト」や「ブサイク100人祭」の企画から主催し、多数のテレビ・新聞の取材を受ける。

## 主な作品
- アシックス - ウェブサイト・同インターフェイス（ウェブデザイン）
- アシックス - 冬季五輪「ソルトレイクシティー」プロモーションサイト（ウェブデザイン）
- アシックス - 世界陸上Ｔシャツ（グラフィックデザイン）
- アシックス - オニツカタイガー・プロモーション広告（グラフィックデザイン）
- CHINTAI - 20周年記念ロゴマーク（ロゴマークデザイン）
- 大丸 - ジュエリーサロン・ロゴマーク（ロゴマークデザイン）
- 日本臨床工学技士会 - 学会総会・運営・総合ディレクション（ディレクション）
- 法曹公正会（大阪弁護士会） - ウェブサイト（ウェブデザイン）
- ガールズゴルフクラブ - テレビ番組（番組タイトル・ロゴマークデザイン、ポスターデザイン）
- ブサイク★チェンジ - 美容系イベント（ディレクション）

## テレビ番組
- NHK総合「ウィークエンド関西」 - 「インターネットによる集客」出演
- 読売テレビ「大阪ほんわかテレビ」～情報喫茶店のコーナー～ - 「ブサイク★チェンジ」出演